# Aegilops
Aegilops là một chi thực vật có hoa trong họ Hòa thảo (Poaceae).

## Loài
Chi Aegilops gồm các loài: